# Valdeblore
 Valdeblore  es una población y comuna francesa, en la región de Provenza-Alpes-Costa Azul, departamento de Alpes Marítimos, en el distrito de Niza y cantón de Saint-Sauveur-sur-Tinée.

## Demografía
| 556 | 556 | 466 | 584 | 664 | 686 |
| Para los censos de 1962 a 1999 la población legal corresponde a la población sin duplicidades (Fuente: INSEE [Consultar]) |     |     |     |     |     |